# Зарицкий, Николай Степанович
Николай Степанович Зарицкий (30 мая 1921 — 4 июня 2014) — советский и украинский учёный-языковед, педагог, специалист в области общего языкознания, словообразования, лексикологии, истории русского, украинского, других славянских языков, психолингвистики, лингводидактики, теории перевода. Кандидат филологических наук (1962), доцент (1966), профессор (2001).

## Биография
Родился 30 мая 1921 года в Брацлаве, Винницкая область, в семье рабочего. В 1939 году окончил Капустянскую среднюю школу на Винниччине, Сталинградское военное училище связи (18 июля 1941 года). С первых дней Великой Отечественной войны — в действующей армии: был командиром взвода связи стрелкового полка 292-й стрелковой дивизии. В составе этой дивизии, а потом 21-й мотострелковой дивизии и 265-й стрелковой дивизии участвовал в обороне и снятии блокады Ленинграда, освобождении Выборга, Новгорода, Пскова, Эстонии, Латвии, Литвы, Варшавы. В составе Первого Белорусского фронта 24-летний майор Николай Зарицкий участвовал в штурме Берлина.
Демобилизован в 1948 году в звании полковника, инвалид войны. Учился в Одесском университете, в 1953 году окончил с отличием Киевский государственный университет имени Тараса Шевченко, а в 1956 году — аспирантуру КГУ им. Т. Г. Шевченко. Тема диссертации: «Возвратные глаголы древнерусского языка».

## Научная и преподавательская деятельность
В Киевском государственном университете им. Т. Г. Шевченко работал с 1956 по 1991 год ассистентом, старшим преподавателем, доцентом кафедры русского языка филологического факультета, заведующим кафедрой славянской филологии (1971—1981), где направил всю работу на сравнительное описание славянских языков в русле традиций Киевской историко-филологической школы. По приглашению читал лекции в Лейпцигском, Тамперском университетах, плодотворно сотрудничал с учёными-лингвистами Финляндии, Польши. Подготовил 16 кандидатов и четырёх докторов наук.
Зарицкий — автор более 100 печатных работ, восьми монографий, учебников и учебных пособий (с грифом Минвуза и Минобразования) по языкознанию, методике обучения, стилистике, теории и практике перевода, терминоведению; организатор и докладчик многочисленных республиканских, всесоюзных, международных научных конференций. В течение многих лет — член Учёного совета Киевского университета, Учёного совета факультета, спецсоветов по защите диссертаций в КГУ, Институте языкознания АН УССР, член редколлегий многих научных изданий, свыше 10 лет был членом Всесоюзной комиссии высшего филологического образования Минвуза СССР.
С 1992 года занимал должность профессора кафедры издательского дела и редактирования Издательско-полиграфического института Национально-технического университета Украины «КПИ».
Похоронен на Берковецком кладбище.

## Награды
Награждён четырьмя орденами: Красной Звезды (1944), двумя орденами Отечественной войны, орденом Богдана Хмельницкого (1999), 25 медалями, среди которых — «За боевые заслуги» (1941), «За оборону Ленинграда», «За освобождение Варшавы», «За взятие Берлина», «За победу над Германией», «За трудовую доблесть», «Защитнику Отчизны» (1999) и др.
Ветеран труда Киевского университета. Награждён юбилейной медалью «В память 1500-летия Киева», почётным знаком Минвуза СССР «За отличные успехи в работе», нагрудным знаком «Отличник образования Украины» (2006), Благодарностью Киевского городского головы (2005), знаком Отличия Учёного совета Киевского национального университета имени Тараса Шевченко (2006).

## Труды
- Зарицький М. С. Стилістика сучасної української мови: посібник для студентів вузів / Зарицький М. С. — К. : Парламентське видавництво, 2001. — 156 с. — Б. ц. ББК 81.411.4-7-923
- Зарицький М. С. Переклад: створення та редагування / Зарицький М. С. — К. : Парламентське вид-во, 2004. — 120 с. — Б. ц. ББК 81.07
- Зарицький М. С. Актуальні проблеми українського термінознавства: підручник для студентів вищих навчальних закладів / Зарицький М. С. — К. : Політехніка, 2004. — 128 с. — Б. ц. ББК 81.411.4-3-923
- Зарицький М. С. Культура українського усного мовлення: Навч.-метод. посіб. — К.: НТУУ «КПІ», 2006. — 40 с.
- Зарицький М. С. Методологічні проблеми освіти як соціалізації людської особистості
- Зарицький М. С. Структура дійсності
- Зарицький М. С. Спогади про майбутнє